# Acanalonia varipennis
Acanalonia varipennis är en insektsart som först beskrevs av Walker 1858.  Acanalonia varipennis ingår i släktet Acanalonia och familjen Acanaloniidae. Inga underarter finns listade i Catalogue of Life.